# San Francisco Ozolotepec
San Francisco Ozolotepec là một đô thị thuộc bang Oaxaca, México. Năm 2005, dân số của đô thị này là 1835 người.